# Saheb Al-Abdullah
Saheb Al-Abdullah (en árabe: صاحب العبدالله) (Almterfi, Arabia Saudita, 21 de junio de 1977) es un exfutbolista saudí que jugaba en la posición de centrocampista.

## Clubes
| Club                        | País           | Año       |
| --------------------------- | -------------- | --------- |
| Khaleej Club                | Arabia Saudita | 1997-2004 |
| Al-Ahli Saudi Football Club | Arabia Saudita | 2004-2012 |
| Najran SC                   | Arabia Saudita | 2012-2013 |
| Al-Nahda Club               | Arabia Saudita | 2013      |
| Al-Adalah Club              | Arabia Saudita | 2014      |
| Al-Jeel Club                | Arabia Saudita | 2014-2016 |
| Al-Omran Club               | Arabia Saudita | 2016-2018 |